# Charles Bassey
Charles A. Bassey (Lagos, 28 de octubre de 2000) es un jugador de baloncesto nigeriano que pertenece a la plantilla de los San Antonio Spurs de la NBA. Con 2,08 metros de estatura, juega en la posición de pívot. 

## Trayectoria deportiva

### Universidad
Jugó tres temporadas con los Hilltoppers de la Universidad de Kentucky Occidental, en las que promedió 15,9 puntos, 10,5 rebotes y 2,6 tapones por partido. En su primera temporada Bassey promedió 14,6 puntos, 10 rebotes y 2,4 tapones por partido, lo que le valió los honores del mejor quinteto de la Conference USA, jugador defensivo del año y novato del año. Logró los récords históricos de su universidad de rebotes, tapones y dobles-dobles para un freshman.
Su segunda temporada se vio interrumpida prematuramente por una fractura de meseta tibial sufrida en un partido ante Arkansas, jugando únicamente diez partidos esa temporada.
Su temporada júnior acabó prom ediando 17,6 puntos, 11,6 rebotes y 3,1 tapones por partido, lo que le valió para ser elegido Jugador del Año de la Conference USA, además de repetir como mejor jugador defensivo. El 1 de abril de 2021 se declaró elegible para el draft de la NBA, renunciando a su elegibilidad universitaria.

#### Estadísticas
| Año     | Equipo           | PJ | PT | MPP  | %TC  | %3P  | %TL  | RPP  | APP | ROB | TPP | PPP  |
| ------- | ---------------- | -- | -- | ---- | ---- | ---- | ---- | ---- | --- | --- | --- | ---- |
| 2018–19 | Western Kentucky | 34 | 34 | 31.4 | .627 | .450 | .769 | 10.0 | .7  | .8  | 2.4 | 14.6 |
| 2019–20 | Western Kentucky | 10 | 10 | 28.1 | .533 | .167 | .787 | 9.2  | 1.3 | .8  | 1.6 | 15.3 |
| 2020–21 | Western Kentucky | 28 | 28 | 30.4 | .590 | .305 | .759 | 11.6 | .7  | .4  | 3.1 | 17.6 |
| Total   | Total            | 72 | 72 | 30.5 | .596 | .319 | .768 | 10.5 | .8  | .6  | 2.6 | 15.9 |

### Profesional
Fue elegido en la quincuagésimo tercera posición del Draft de la NBA de 2021 por los Philadelphia 76ers.
Tras disputar una temporada con los 76ers, fue despedido el 13 de octubre de 2022. Pero el 24 de octubre firma con San Antonio Spurs. El 14 de febrero de 2023, los Spurs convierten su contrato en estándar, con una duración de cuatro años y $10,2 millones. Pero el 15 de marzo sufre una fractura en el ligamento rotuliano izquierdo, que pone fin a su temporada.
Regresa a las pistas para el comienzo de su tercera temporada en San Antonio, la 2023-24, pero tras 19 encuentros, en diciembre de 2023, subre una lesión del Ligamento cruzado anterior (LCA), finalizando prematuramente su temporada.
El 8 de julio de 2024 es cortado por los Spurs, pero es repescado nuevamente con un contrato de un año, el 16 de julio.

## Estadísticas de su carrera en la NBA

### Temporada regular
| Año     | Equipo       | PJ  | PT | MPP  | %TC  | %3P  | %TL  | RPP | APP | ROB | TPP | PPP |
| ------- | ------------ | --- | -- | ---- | ---- | ---- | ---- | --- | --- | --- | --- | --- |
| 2021-22 | Philadelphia | 23  | 0  | 7.3  | .638 | .000 | .750 | 2.7 | .3  | .2  | .7  | 3.0 |
| 2022-23 | San Antonio  | 35  | 2  | 14.5 | .644 | .375 | .595 | 5.5 | 1.4 | .5  | .9  | 5.7 |
| 2023-24 | San Antonio  | 19  | 0  | 10.8 | .725 | .000 | .833 | 4.0 | 1.1 | .4  | .9  | 3.3 |
| 2024-25 | San Antonio  | 36  | 1  | 10.4 | .581 | –    | .636 | 4.2 | .5  | .4  | .8  | 4.4 |
| Total   | Total        | 113 | 3  | 11.1 | .631 | .231 | .648 | 4.3 | .8  | .4  | .9  | 4.3 |

### Playoffs
| Año   | Equipo       | PJ | PT | MPP | %TC  | %3P | %TL  | RPP | APP | ROB | TPP | PPP |
| ----- | ------------ | -- | -- | --- | ---- | --- | ---- | --- | --- | --- | --- | --- |
| 2022  | Philadelphia | 3  | 0  | 4.0 | .500 | —   | .000 | 1.7 | .3  | .0  | .3  | .7  |
| Total | Total        | 3  | 0  | 4.0 | .500 | —   | .000 | 1.7 | .3  | .0  | .3  | .7  |